# Ubberud Sogn
Ubberud Sogn er et sogn i Hjallese Provsti (Fyens Stift).
I 1800-tallet var Ubberud Sogn anneks til Korup Sogn. Begge sogne hørte til Odense Herred i Odense Amt. Korup-Ubberud sognekommune forsøgte inden kommunalreformen i 1970 at danne en selvstændig kommune, men den var for lille og blev til sidst indlemmet i Odense Kommune.
I Ubberud Sogn ligger Ubberud Kirke.
I sognet findes følgende autoriserede stednavne:
- Bisbjerg (bebyggelse)
- Blommenslyst (bebyggelse)
- Bobjerg (bebyggelse)
- Brændedam (bebyggelse)
- Dyred (bebyggelse, ejerlav)
- Dyregrav Væde (bebyggelse, ejerlav)
- Ejlstrup (bebyggelse, ejerlav)
- Ernebjerg (bebyggelse, ejerlav)
- Gundersø Gårde (bebyggelse)
- Hallingsmark (bebyggelse)
- Hesbjerg (bebyggelse)
- Hovhaven (areal, ejerlav)
- Husemose (ejerlav, landbrugsejendom)
- Højbjerg (bebyggelse, ejerlav)
- Højbjerglavet (bebyggelse)
- Højbjerglund (bebyggelse)
- Korsebjerg (bebyggelse, ejerlav)
- Langebjerg (bebyggelse)
- Lille Hesbjerg (bebyggelse, ejerlav)
- Lille Ubberud (bebyggelse, ejerlav)
- Lungen (bebyggelse)
- Radby (bebyggelse, ejerlav)
- Ravnebjerggyden (bebyggelse, ejerlav)
- Risbro (bebyggelse)
- Ryggemose (bebyggelse, ejerlav)
- Spedsbjerg (bebyggelse, ejerlav)
- Store Ejlstrup (bebyggelse)
- Store Ubberud (bebyggelse, ejerlav)
- Tanggård (bebyggelse)
- Troelse (bebyggelse, ejerlav)
- Vejrup (bebyggelse, ejerlav)
- Vejrup Have (bebyggelse)